# Mala Țvilea, Novohrad-Volînskîi
Mala Țvilea (în ucraineană Мала Цвіля) este localitatea de reședință a comunei Mala Țvilea din raionul Novohrad-Volînskîi, regiunea Jîtomîr, Ucraina.

## Demografie
Componența lingvistică a localității Mala Țvilea
     Ucraineană (99,64%)
     Alte limbi (0,36%)
Conform recensământului din 2001, majoritatea populației localității Mala Țvilea era vorbitoare de ucraineană (99,64%), existând în minoritate și vorbitori de alte limbi.